# Karl Ernst von Baer
Karl Ernst von Baer (em russo:  Карл Эрнст фон Бэр), também conhecido no antigo Império Russo como Karl Maksimovich Baer (em russo:  Карл Макси́мович Бэр; Piibe, 28 de fevereiro de 1792 (17 de fevereiro de 1792, no antigo calendário russo) — Tartu, 28 de novembro de 1876 (16 de novembro de 1876 no antigo calendário russo), foi um biólogo, geólogo, meteorologista, médico e membro da Academia de Ciências da Rússia. Fundador da embriologia, embora evolucionista, foi crítico das ideias de Charles Darwin.
Uma das suas afirmações que até hoje trazem discussão é de que "o embrião dos vertebrados é o início de um vertebrado" (1828-1837, 1: 220). Ou seja um feto humano se desenvolve por vários estágios nos quais ele toma a forma geral de um vertebrado, depois de um mamífero, depois de um primata e finalmente de um ser humano determinado. A forma de um feto crescendo se move de características gerais da espécie ao específico. O embrião humano, em seus estágios iniciais, por outro lado, não assume a forma de um invertebrado ou de um peixe (The Embryo Project Enciclopedia Arizona State University).

## Biografia
Os seus antepassados vieram da Vestfália. Foi educado na escola-catedral de Reval, em Tallinn, e na Universidade de Tartu em Dorpat, continuando seus estudos universitários em Berlim, Viena e Wurtzburgo, onde Ignaz Döllinger (1770-1841)  introduziu-o no novo campo da embriologia.
Em 1812, foi voluntário como médico na guerra contra Napoleão. Em 1817, von Baer exerceu o cargo de professor-assistente  na Universidade de Königsberg, professor de zoologia em 1821 e de anatomia em 1826. Em 1829, instalou-se brevemente em São Petersburgo, retornando a Königsberg. Em 1834, instalou-se por mais tempo em São Petersburgo, incorporando-se à Academia Russa das Ciências, primeiro em zoologia  (1834-46), e mais tarde em Anatomia comparada e fisiologia  (1846-62). Estudou particularmente o desenvolvimento embrionário dos animais. Além da embriologia, seus interesses também estavam focados na  anatomia, ictiologia, etnografia, antropologia, entomologia  e geografia. Os últimos anos de sua vida  (1867-76) passou em Dorpat, onde se converteu num dos principais críticos da teoria evolutiva de Charles Darwin.
Em 15 de junho de 1854, assumiu como membro estrangeiro na Royal Society e, em 1867, foi laureado com a Medalha Copley. Uma estátua em sua homenagem pode ser encontrada na Universidade de Tartu. A cédula (papel-moeda) de 2 krooni (2 coroas estonianas) tem no anverso o seu retrato.

## Contribuições

### Embriologia
Em 1826, von Baer descobriu o óvulo dos mamíferos. Em 1827, descreveu o desenvolvimento dos mamíferos a partir do óvulo na sua obra "Ovi Mammalium et Hominis genesi" para a  Academia das Ciências de São Petersburgo (publicado em Leipzig). Nesta obra demonstrou pela primeira vez, não só a existência do óvulo, mas também os estágios da blástula e notocórdio. O primeiro óvulo humano foi descrito por Edgar Allen (1892-1943) em 1928.
Junto com Heinz Christian Pander (1794-1865), baseando-se no trabalho de  Caspar Friedrich Wolff (1734-1794), von Baer descreveu o desenvolvimento dos folhetos embrionários  (ectoderma, mesoderma e endoderma) como um  princípio de variedade das espécies. Desta maneira foi fundada a embriologia comparada, que descreveu em seu livro  "Über Entwickelungsgeschichte der Thiere" (1828).

### Leis de von Baer
Von Baer formulou as chamadas  leis de Baer para a embriologia. Estas quatro leis compõem a teoria segundo a qual a ontogenia recapitula as formas embrionárias dos animais pertencentes ao mesmo plano:
1. As características gerais do grupo à que pertence um  embrião aparecem no desenvolvimento antes das características específicas.
2. As relações estruturais específicas se formam depois das genéricas.
3. O embrião não passa por estágios pertencentes a outras formas específicas, ao contrário, separa-se delas.
4. O embrião de uma forma animal mais evoluída nunca se assemelha ao adulto de outra forma animal, porém somente ao seu embrião.

Von Baer acreditava, como  Georges Cuvier, na existência de quatro  planos estruturais no  reino animal: o dos  radiados, o dos  moluscos, o dos articulados e o dos vertebrados. Os planos estruturais são mutuamente independentes e as séries de um mesmo plano não implicam numa sucessão  por transmutação no tempo.

### Antropologia
Em São Petersburgo, Baer  formou  uma coleção extensa de crânios, transformando-se num proponente e contribuinte à pseudociência da craniologia.

### Explorador
Interessado pela região norte da Rússia, explorou a  Nova Zembla em 1837, onde coletou  espécimes biológicos. Outras expedições conduziram-no  para o  Mar Cáspio, para o Cabo Norte e para a Lapônia. Foi o fundador e o primeiro presidente  da Sociedade Geográfica da Rússia.

### Entomologia
Baer contribuiu no estudo da entomologia e foi co-fundador da Sociedade Entomológica da Rússia.

### Evolução
Baer não era um evolucionista; foi um crítico da teoria de   Darwin. Deste modo, tentou procurar uma alternativa do paradigma  Darwiniano na biologia.

### Biologia subjetiva
Baer foi um pioneiro no estudo do tempo biológico  - a percepção do tempo em diferentes organismos. Este assunto foi desenvolvido com maior profundidade por  Jakob von Uexküll.

## Obras
- De morbis inter esthonos endemicis, Dorpat, 1814. Tese de doutorado
- Ueber Entwicklungsgeschichte der Thiere: Beobachtung und Reflexion., Königsberg, Bornträger, 1828-1888. 2 volumes.
- Vorlesungen über Anthropologie für den Selbstunterricht. Königsberg, 1824.
- De ovi mammalium et hominis genesi. Epistola ad Academiam Imperialem Scientiarum Petropolitanam. Lipsiae, L. Vossius, 1827. (Sobre a origem do óvulo dos mamíferos e do homem; uma carta à Academia Imperial das Ciências de São Petersburgo).
- Beiträge zur Kenntniss der niedern Thiere. Mit 6 Kupfertaf. Nova Acta Leopoldina, 1827, XIII, N 2, S. 525-762.
- "Expédition à Novaia Zemlia et en Laponie". Thierisches Leben. Bull. sci., 1838, 3, S. 343-352; Ann. Berghaus, 1838, 3, VI, S. 20-28.
- "On the recent Russian Expeditions to Novaia Zemlia". Jornal da Sociedade Geográfica de Londres, 1838, 8, p. 411-415.
- "On the ground ice or frozen soil of Siberia." Jornal da Sociedade Geográfica de Londres, 1838, 8, p. 210-213. Athenaeum, 1838, N 540, p. 169.
- "Recent intelligence of the frozen ground in Siberia." Jornal da Sociedade Geográfica de Londres, 1838, 8, p. 401-406.
- "Ueber das Klima von Sitcha und den Russischen Besitzungen an der Nordwestküste von Amerika überhaupt, nebst einer Untersuchung der Frage, welche Gegenstände des Landbaues in diesen Gegenden gedeihen können." Bull. sci., 1839, 5, S. 129-141, 146-152.
- "Sur la fréquence des orages dans les régions arctiques".Bull. sci., 1840, 6, pp. 66–73.
- Crania selecta etc.. Petropol, 1859.
- Ueber Papuas und Alfuren.
- Beiträge zur Kenntniss des russischen Reiches.
- Caspische Studien (I-VI).
- Reden, gehalten in wissenschaftlichen Versammlungen und kleinere Aufsätze vermischten Inhalts. 3 volumes., São Petersburgo, 1864-1876.
- Nachrichten über Leben und Schriften des Geheimrathes Dr. Karl Ernst von Baer, mitgetheilt von ihm selbst. Veröffentlicht bei Gelegenheit seines fünfzigjährigen Doctor-Jubiläums, am 29. Agosto 1864, von der Ritterschaft Esthlands.
- A letter to Ch. Darwin of 5 May 1873. Dorpat (Tartu). Os Documentos de Darwin, Sala de Manuscritos, Biblioteca da Universidade de Cambridge, Cambridge, Inglaterra, 160.
- Nachrichten über Leben und Schriften. Autobiography. Canton (USA). Publicações da História da Ciência. 1986.
- Peter des Grossen Verdienste um die Erweiterung der geographischen Kenntnisse. Treatise, Petersburgo, 1872.
- Homerische Localitäten in der Odys. Braunschweig, 1879.
- Lebensgeschichte Cuviers. Braunschewig, 1897.